# Ortacesus
Ortacesus  es un municipio de Italia de 1.009 habitantes en la provincia de Cerdeña del Sur, región de Cerdeña. Está situado a 35 km al norte de Cagliari.

## Geografía
Está situado al norte del río Flumini Mannu, en una llanura situada en el centro de la subregión de la Trexenta. Se encuentra bordeado por tres ríos artificiales, siendo el río Arai el más destacado.

## Lugares de interés
Entre los lugares de interés destaca la iglesia de San Pietro, construida en el siglo XVII.

## Fiestas
La fiesta del grano se celebra el 29 de junio, y rememora las antiguas tradiciones relacionadas con la cosecha.

## Evolución demográfica
| Gráfica de evolución demográfica de Ortacesus entre 1861 y 2001 |
|                                                                 |
| Fuente ISTAT - Elaboración gráfica de Wikipedia                 |